# Limnologi

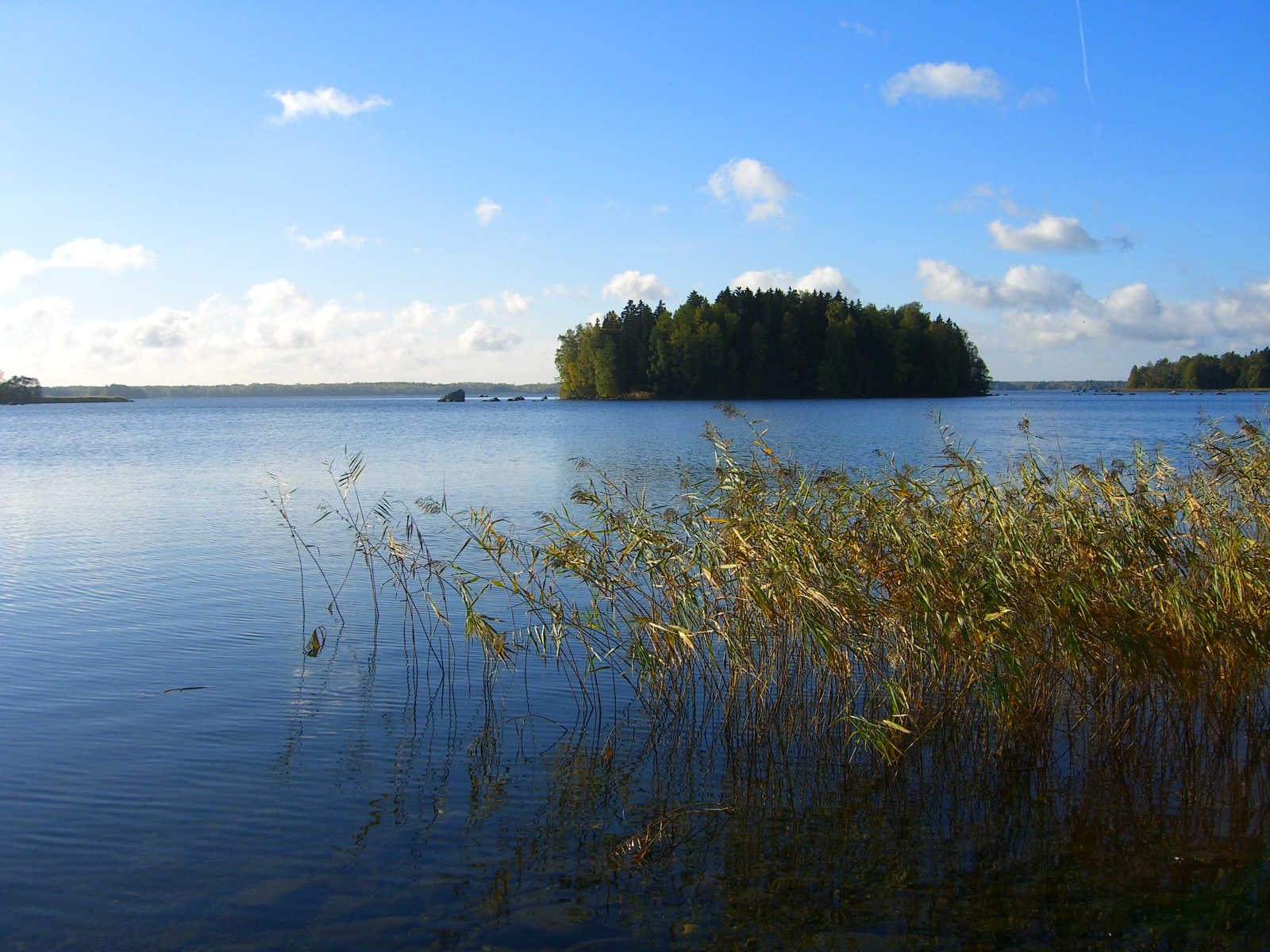
Insjön Erken i Uppland.

Limnologi (från grekiskans λίμνη, limne ’sjö’, ’träsk’ och λόγος, logos ’lära’, ’vetenskap’) är läran om inlandsvatten, det vill säga vanligen sötvatten, men även salt och bräckt vatten. Inom limnologin studeras både grundvattnet och ytvattnet, såsom sjöar, dammar, vattendrag och våtmarker. Ämnet tar upp de kemiska, fysikaliska, geologiska, hydrologiska, biologiska och ekologiska aspekterna av inlandsvatten. Traditionellt förknippas limnologi främst med hydrobiologi, de biologiska processerna i vatten.
François-Alphonse Forel (1841–1912) sägs vara grundaren av ämnet i och med sina studier av Genèvesjön.
I Sverige sker forskning och undervisning i limnologi vid Institutionen för ekologi och genetik vid Uppsala universitet. Vid Lunds universitet är limnologi sedan 2010 sammanfört med marinbiologi till ämnet akvatisk ekologi, som undervisas och beforskas vid universitetets biologiska institution. Vid Sveriges lantbruksuniversitet bedrivs forskning och undervisning i limnologi vid flera institutioner, främst institutionen för akvatiska resurser (SLU Aqua), Vatten och miljö (IVM) och Vilt, fisk och miljö (VFM).
Uppsala universitet har en limnologisk forskningsstation vid insjön Erken i norra Uppland – Erkenlaboratoriet.